# Armando Babaioff
Armando Babaioff (Recife, 1. travnja 1981.) brazilski je glumac. 

## Životopis
Armando Babaioff je rođen 1981. godine u gradu Recife, glavnom gradu brazilske države Pernambuco. Potomak je uzbečkih Židova po očevoj strani, odakle mu potječe i prezime Babaioff. Kazalištem se počeo baviti sa 11 godina u školi. Diplomirao je  scenske umjetnosti na Državnoj tehničkoj školi kazališta Martins Penna i Federalnom sveučilistu države Rio de Janeiro (UNIRIO).
Profesionalno je debitirao na sceni sa 15 godina na Rei Ator Theatre Festivalu. Glumio je u nagrađivanoj predstavi A Fábula da Casa das Mulheres Sem Homens Quietude Quantum Companhia de Teatro, osvojivši nagrade za najboljeg glumca na kazališnom festivalu Carioca i na VII. Festivalu de Macaé. Godine 2004. glumio je zajedno s Verom Fischer u A Primeira Noite de um Homem, koju je režirao, preveo i adaptirao Miguel Falabella.
Godine 2006. debitovao je na televiziji, na Rede Globo, igrajući lik Felipea u telenoveli Páginas da Vida. Godine 2008. igrao je lik Benoliela da Conceiçãa u Duas Caras, a 2010. je igrao gaya Thalesa Salmerona u Ti Ti Ti. Imao je epizodnu ulogu u seriji As Brasileiras, gdje je igrao Pedra, brata lika Ivete Sangalo, kao i u mini seriji o životu glumice Dercy Gonçalves, Dercy de Verdade. Godine 2013. vratio se sapunicama, igrajući Erica, jednog od ko-protagonista telenovele Sangue Bom, formirajući romantični par sa Regiane Alves, a kasnije i sa Letícijom Sabatellom. Godine 2014. u telenoveli Joia Rara igrao je ulogu Aderbala Feitose, formirajući ljubavni trougao sa likovima Luize Valdetaro i Thiaga Lacerda.
Nastupio je u nagrađivanoj predstavi Ariane Suassune, u režiji João Fonseca, O Santo e a Porca – gdje je nominiran za nagradu APTR za najbolju sporednu mušku ulogu, te u predstavi A Gota D'Água, Chica Buarquea i Paula Pontesa, također, u režiji João Fonseca, sa kojom je imao dugu turneju po Portugalu. Godine 2009., zajedno sa svojim partnerom i prijateljem Gustavom Vazom, stvara ABGV Produções Artísticas i po prvi put djeluje s velikim uspjehom kao kazališni producent. Predstava je bila Na Solidão dos Campos de Algodão, koju je napisao Bernard-Marie Koltes, a režirao Caco Ciocler. Donijela mu je nominaciju za nagradu najboljeg glumca od APTR - Udruge kazališnih producenata Rio de Janeira. Iste godine, predstava je bila odabrana za Porto Alegre Festival (POA Em Cena) 2010. i za Međunarodni festival Vitória - ES. 
Godine 2012. Armando Babaioff glumi zajedno sa glumicom Marijom Flor u seriji Do Amor, za kanal Multishow. Tu igra mladog učitelja po imenu Pio. Godine 2016. glumio je doktora Brunu Pesou u filmu A Lei do Amor, formirajući romantični par sa Marcellom Ricom. Godine 2018. glumio je policajca Jonana Falkaa u filmu Segundo Sol, formirajući ljubavni trougao sa likovima Nande Koste i Kerol Fazu. Godine 2019. igrao je svog prvog negativca, uzaludnog i komičnog Dioga Cabrala u Bom Sucesso.

## Osobni život
U vezi je s fotografom Victorom Novaesom od 2020. godine.

## Vanjske poveznice
- Armando Babaioff u internetskoj bazi filmova IMDb-u (engl.)